# Jakob Flachsenius
Jakob Flachsenius, född 1633 i Vemo, död den 18 februari 1694 i Åbo, var en finländsk filosof, bror till Johan Flachsenius.

## Biografi
Flachsenius studerade i Åbo och Uppsala. År 1656 blev han filosofie magister. Han utnämndes till professor i Åbo, i logik och metafysik, 1665 och övergick till teologiska fakulteten 1679. 
Flachsenius blev därefter teologie doktor och prästvigd. Han blev prebendekyrkoherde i Lundo 1679, i S:t Marie 1684, domprost i Åbo med annexet S:t Karins 1687. 
Han publicerade i form av 37 dissertationer det 1678 avslutade Collegium logicum, vilket var utpräglat aristoteliskt-skolastiskt. Han avvisar där cartesianismen och polemiserar mot ramismen. Som teolog var Flachsenius skarpt ortodox.